# Crani fumant un cigarret
Crani fumant un cigarret (Kop van een skelet met brandende sigaret en neerlandès) és un quadre de Vincent van Gogh part de la col·lecció permanent del Museu van Gogh d'Amsterdam. Probablement va ser pintada l'hivern de 1885 a 1886, com una crítica a les pràctiques acadèmiques conservadores, una suposició basada en el fet que Van Gogh era a Anvers en aquell moment assistint a classes de la Reial Acadèmia de Belles Arts d'Anvers, classes que després qualificaria d'avorrides i diria que no li van aportar res.
L'any 2008, el quadre va ser usat pel dissenyador gràfic Chhip Kidd en la coberta de la primera edició del llibre When You Are Engalfed in Flames, una col·lecció d'assaigs escrita per David Sedaris. Es diu que Sedaris ha estat fascinat per la imatge des que la va veure en una postal en un viatge a Amsterdam.

## Obres relacionades
Del 1887 al 1888, Van Gogh va pintar dos quadres més amb cranis, els dos altres únics quadres amb calaveres com a motiu més enllà d'un dibuix del mateix període.
| Crani (1887/1888) |  | Crani (1887/1888) |
| Crani (1887/1888) |  | Crani (1887/1888) |